# N1-acetilpoliammina ossidasi
La N1-acetilpoliammina ossidasi è un enzima numero EC 1.5.3.13 appartenente alla classe delle ossidoreduttasi, che catalizza le seguenti reazioni:
N1-acetilspermidina + O2 + H2O ⇄ putresceina + 3-acetamidopropanale + H2O2
N1-acetilspermina + O2 + H2O ⇄ spermidina + 3-acetamidopropanale + H2O2
l'enzima è anche in grado di catalizzare la reazione:
N1,N12-diacetilspermina + O2 + H2O ⇄ N1-acetilspermidina + 3-acetamamidopropanale + H2O2